# ドリームフーズ
ドリームフーズ株式会社は、近江ちゃんぽんを看板商品とする「ちゃんぽん亭総本家」などを展開する企業。
本社は滋賀県彦根市に所在。
2017年（平成29年）1月現在で18都道府県に63店舗を構える。

## 沿革
- 1963年（昭和38年） - 彦根市旭町に「麺類をかべ」（現・彦根駅前本店）が開業[3]。
- 1986年（昭和61年）6月 - 山本一（現・会長）が「有限会社山本」設立。「麺類をかべ」の一部店舗を引き継ぐ。
- 1988年（昭和63年）7月 - 屋号を「麺類をかべ」から「ちゃんぽん亭をかべ」に変更。
- 1996年（平成8年）11月 - 本格的な飲食事業の展開を目的に、資本金1000万円をもって「ちゃんぽん亭株式会社」を設立。
- 2004年（平成16年）2月 - 屋号を「ちゃんぽん亭総本家」に変更。
- 2005年（平成17年）
  - 3月 - 本社を彦根市小泉町14番地6から彦根市地蔵町95番地1に移転。
  - 12月 - 社名をちゃんぽん亭株式会社から「ドリームフーズ株式会社」に変更[4]。
- 2009年（平成21年） - 彦根城の近くに「せいろ蒸しと季節料理KAKOMI」一号店を開店[5]。
- 2010年（平成22年）4月 - 竹炭を使用した黒たこ焼きなどの移動販売車による販売を開始[6]。
- 2011年（平成23年）10月 - 本社を現在の住所（彦根市幸町）へ移転。
- 2016年（平成28年）12月 - ハワイ・ホノルルのアラモアナセンターへ出店し、海外へ初進出[1]。
- 2018年（平成30年）- 開業55周年。

## 運営店舗

### ちゃんぽん亭総本家

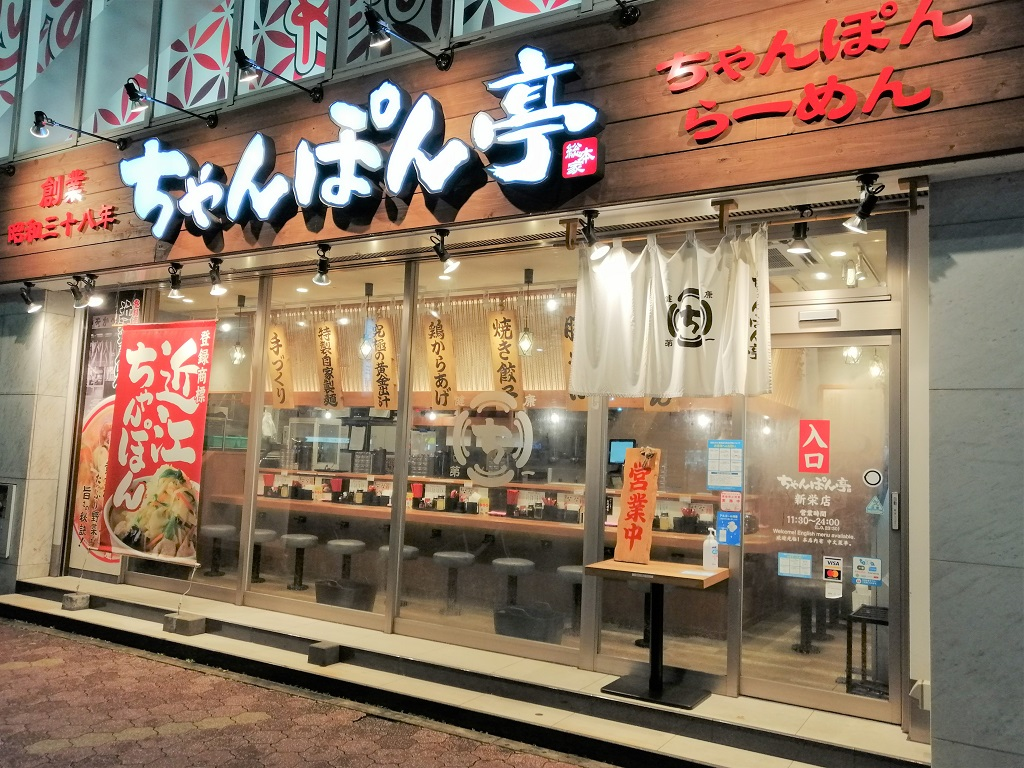
ちゃんぽん亭総本家 新栄店

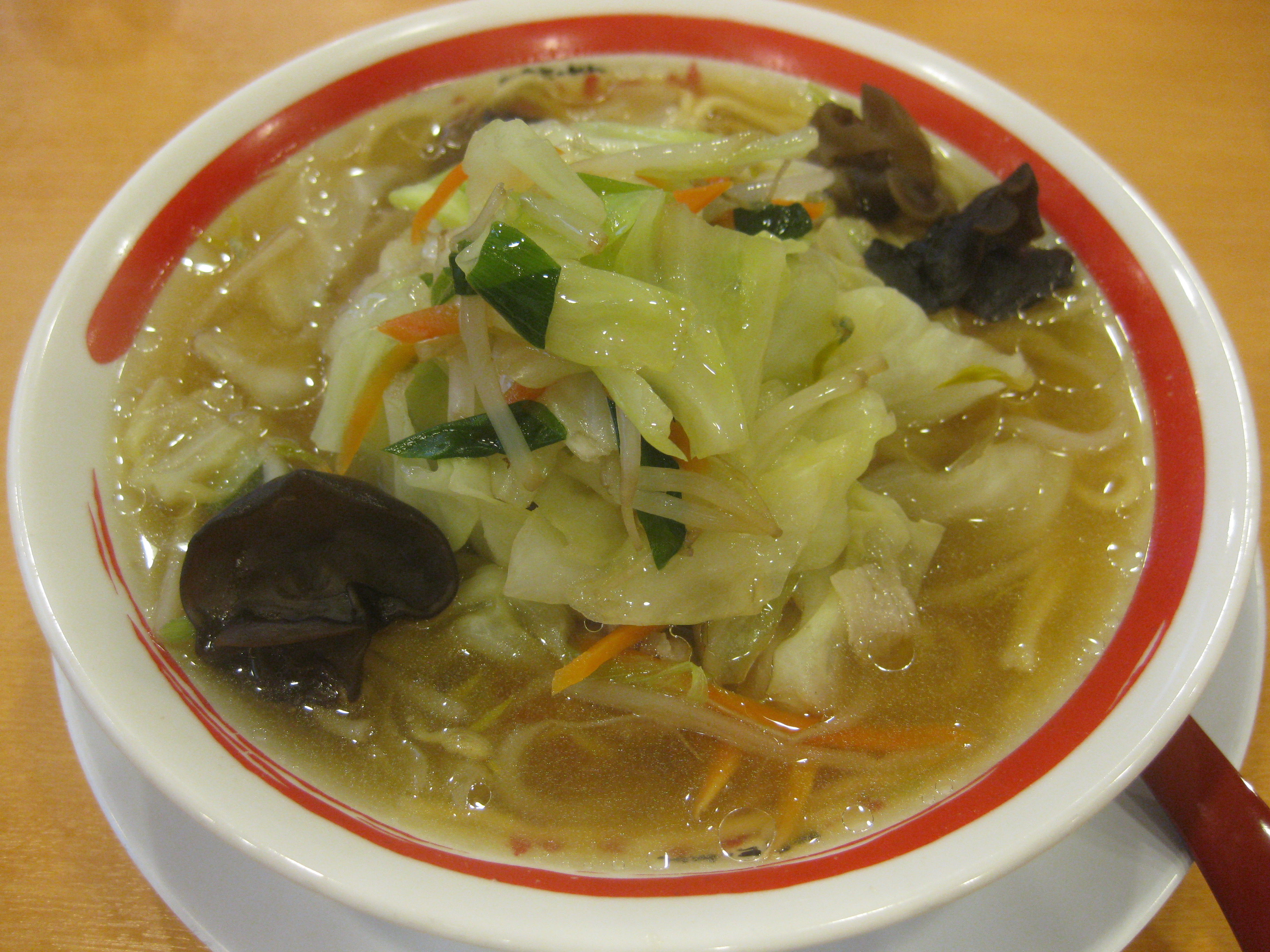
ちゃんぽん亭総本家のちゃんぽん

ちゃんぽん亭総本家（ちゃんぽんていそうほんけ）は、ドリームフーズが運営する、滋賀県彦根市発祥の彦根ちゃんぽんを中心に麺類を提供する飲食チェーン店。
ちゃんぽん亭総本家では彦根ちゃんぽんを「近江ちゃんぽん」の名称でブランド展開している（以前は「和風ちゃんぽん」として展開）。
1985年、ドリームフーズ創業者の山本一が滋賀県彦根市で知人が営んでいた食堂「麺類をかべ」を脱サラして引き継ぎ、経営を始めたのが起源である。
「麺類をかべ」は1963年（昭和38年）の創業で、本来はうどんを主体とする食堂であったが、人気を集めていたメニューはちゃんぽんであった。山本はこのちゃんぽんに改良を加え、中核商品に成長させた。1988年には業者から仕入れていた麺を自家製麺に移行、この年には2号店を出店した。
1997年、店のファンからフランチャイズ店を作りたい、と申し出があったことをきっかけに本格的な多店舗展開を開始した。当初は滋賀県内で店舗網を拡大したが、2004年には京都に進出した。2017年（平成29年）1月現在で18都道府県に63店舗を構える。
彦根ちゃんぽん発祥店の「麺類をかべ」は彦根駅前本店として営業していたが、2015年（平成27年）10月1日から休店して大幅改修し、10月1日に新装開店。
メニューの「近江ちゃんぽん」は野菜をふんだんに用いることが特徴で、一部店舗で供される「白菜ちゃんぽん」の白菜には、地産地消を意識して滋賀県産の白菜を用いている。

### 黒船屋
黒船屋（くろふねや）は、ドリームフーズが運営する移動販売形式のたこ焼き屋。
滋賀県産竹炭を使用した「黒たこ焼き」など、各種のたこ焼きを移動販売車「黒船壱号」で販売する。